# 扫描透射电子显微镜

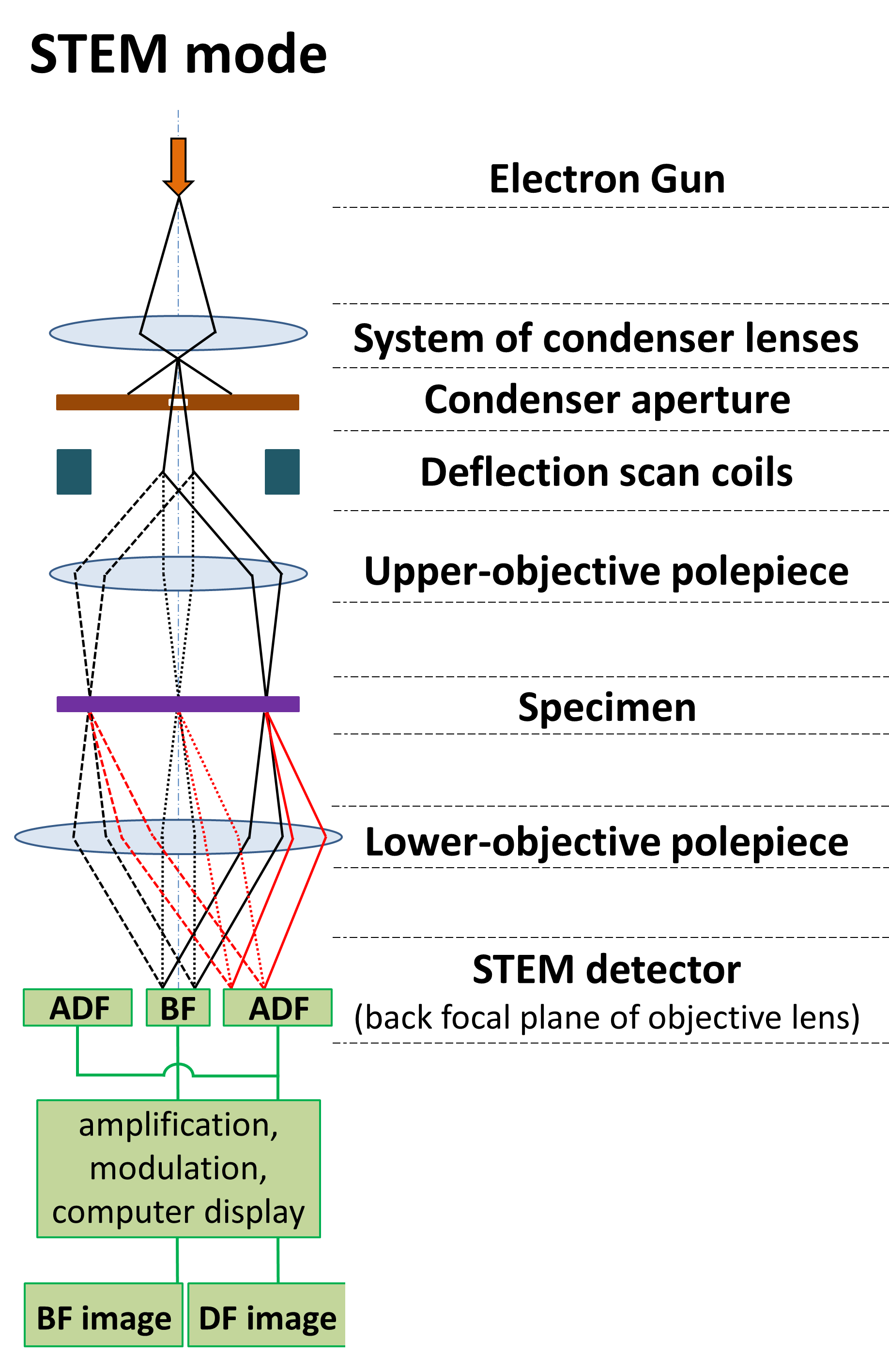
STEM成像示意图。从上至下：电子枪、聚光镜系统、聚光光阑、偏转扫描线圈、上物镜极靴、样品、下物镜极靴、STEM检测器（位于物镜后焦面）

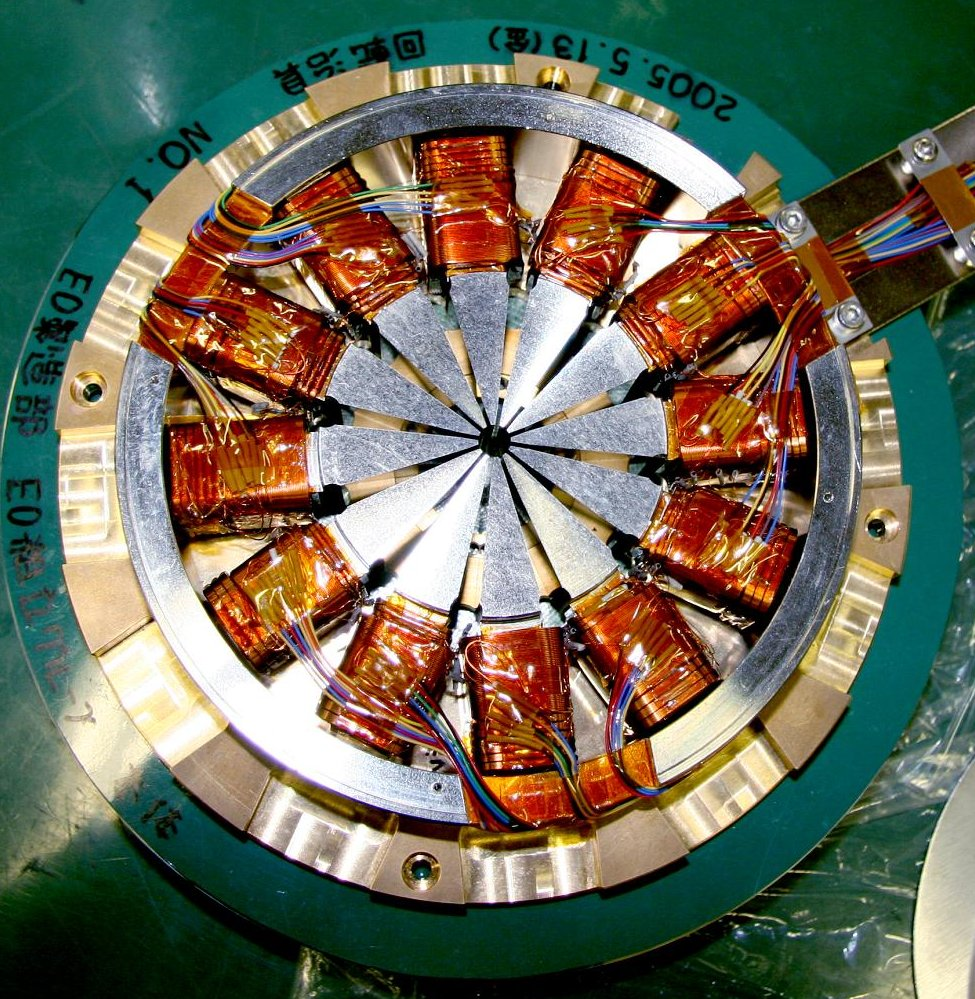
磁六极-磁六极型像差校正器内部结构

扫描透射电子显微镜（英語：Scanning transmission electron microscope；縮寫為STEM）是利用电磁透镜把电子束会聚成非常小的束斑在薄样品上进行逐点扫描，并利用探测器收集透过样品的散射电子进行成像的一种显微镜技术。其为透射电子显微镜（TEM）的一种，与传统TEM的区别在于STEM的电子束被汇聚得非常细（束斑大小一般为0.05-0.2 nm），然后该光斑在光栅照明系统下扫描样品，使得样品在每个点都被平行于光轴的光束照亮。因此可与环形暗场成像（ADF）、能量色散X射线光谱（EDX）或电子能量损失谱（EELS）等分析技术进行联用。
一个典型的STEM是在传统TEM基础上配备了额外的扫描线圈、检测器以及相关电路系统，使得其可在STEM与TEM两种模式间进行切换。当然也有一些专用于STEM的电子显微镜。

STEM可获高分辨率的图像，但这需要稳定的外部环境。外部振动、温度波动、声波以及电磁波都会干扰高分辨率图像的获得。

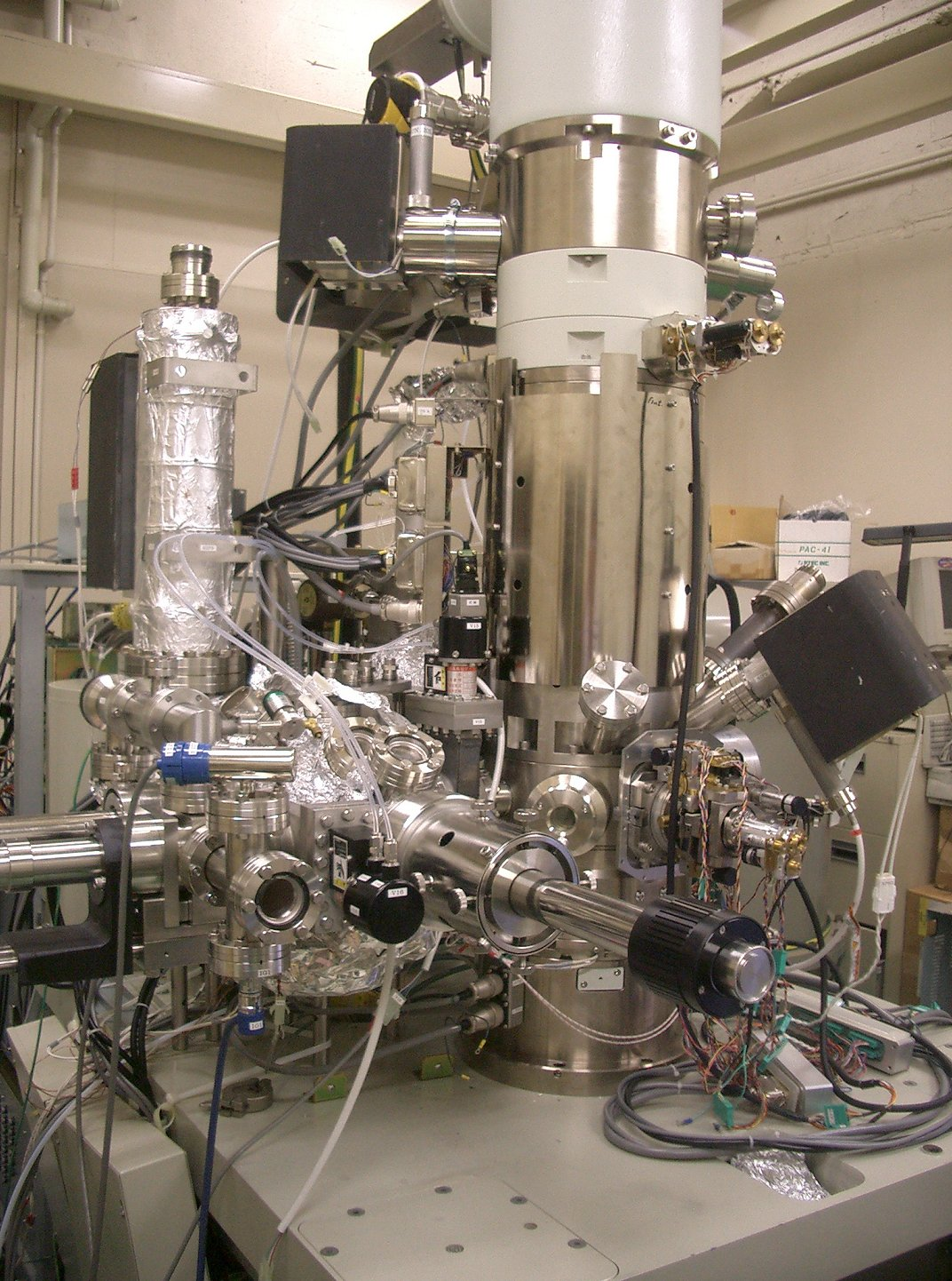
配有3级球差矫正器的超高真空STEM设备

## 历史
世界首台STEM由德国西门子的曼弗雷德·冯·阿登纳（Manfred von Ardenne）于1938年发明 ，但这台STEM的成像效果不及当时的透射电子显微镜 (TEM)，而且阿登纳仅用了两年来处理这个问题，之后不了了之。这台STEM于1944年二战期间被空袭炸毁，然而二战结束后阿登纳再也没有回到西门子继续工作。STEM的发展陷入停滞。
这种停滞直到20世纪70年代芝加哥大学的阿尔伯特·克鲁（Albert Crewe）发明了场发射电子枪才得以结束。克鲁并在初代STEM的基础上额外添加一个高质量物镜，奠定了现代STEM。克鲁在此基础上使用一个环形暗场探测器实现了对原子的成像。克鲁和其同事随后又开发了冷场发射电子源，实现了利用STEM在碳基底上对单个重原子的成像观测。
随后到了80年代末90年代初，STEM的像分辨率达到了2 Å（埃米）以下，意味着其可以对某些材料中的原子结构进行成像。

### 像差校正
在STEM中添加一个像差校正器（主要是校正球差）后电子束斑进一步汇聚减少到亚埃米级，使得成像分辨率步入亚埃米级，这样一来人们能够以前所未有的清晰度观测单个原子柱（atomic column）。1997年像差校正STEM的分辨率达到了1.9 Å，并于2000年提升至约1.36 Å。目前更先进的像差校正STEM分辨率可达50 pm（0.5 Å）以下。这种成像能力提升对于实现原子分辨率化学和元素光谱分析至关重要。

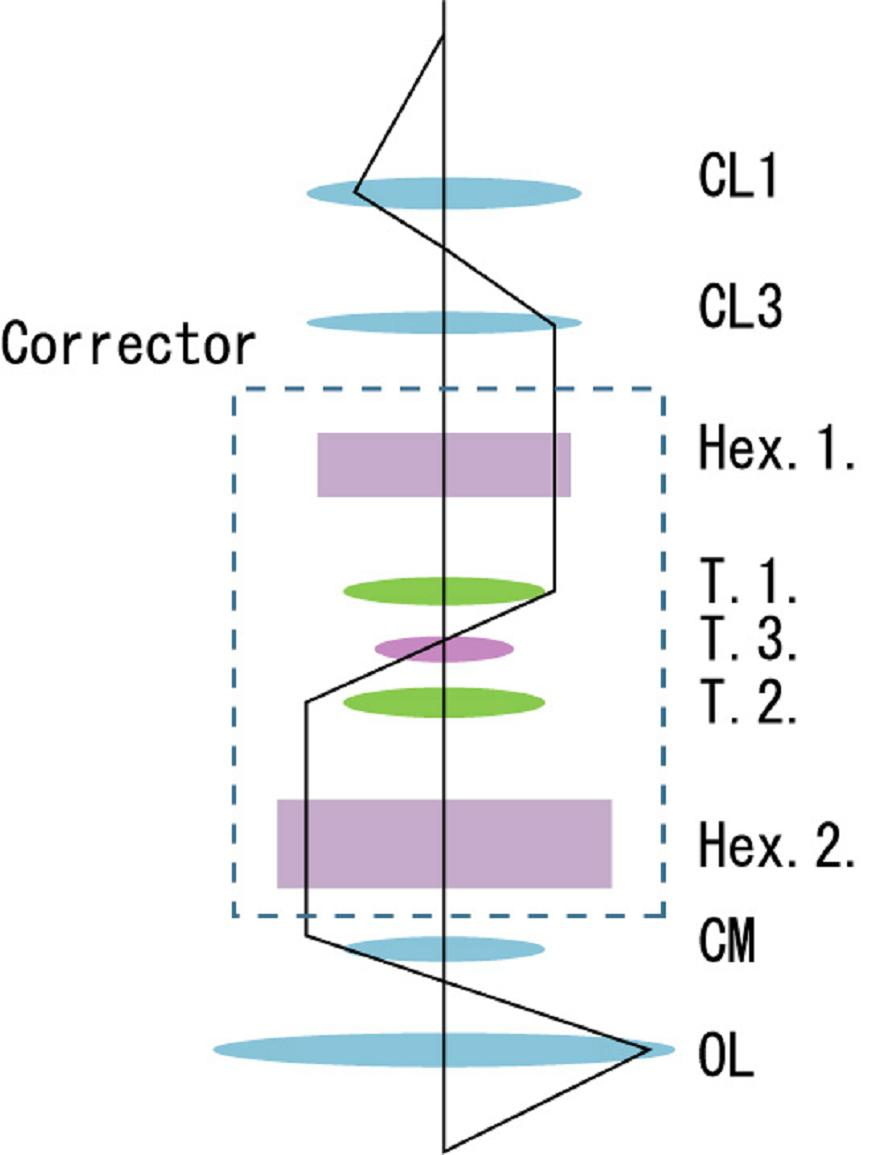
像差校正器剖面结构示意图

## STEM的成像模式

### 环形暗场成像（ADF）
STEM的环形暗场成像模式是指利用一个环形检测器收集偏离主透射束方向上的前散射电子进行成像。特别是利用一个高角度环形暗场检测器进行成像时，可以得到原子级分辨率Z衬度像，意味着图像衬度能直接反应对应原子柱的原子序数相对大小。其与传统的高分辨电子显微镜（HRTEM）像相比，像衬度更容易解释。

### 明场成像（BF）
在STEM中，明场成像模式是采用一个轴向明场检测器置于透射束光锥中心位置，形成一个与环形暗场像衬度相反的明场像。其中环形明场像（ABF）也可得到原子级分辨率的图像，其常用于诸如氧、锂等轻元素的观测。在同样成像条件下，ABF像分辨率比ADF像高，但ABF更容易受像差影响

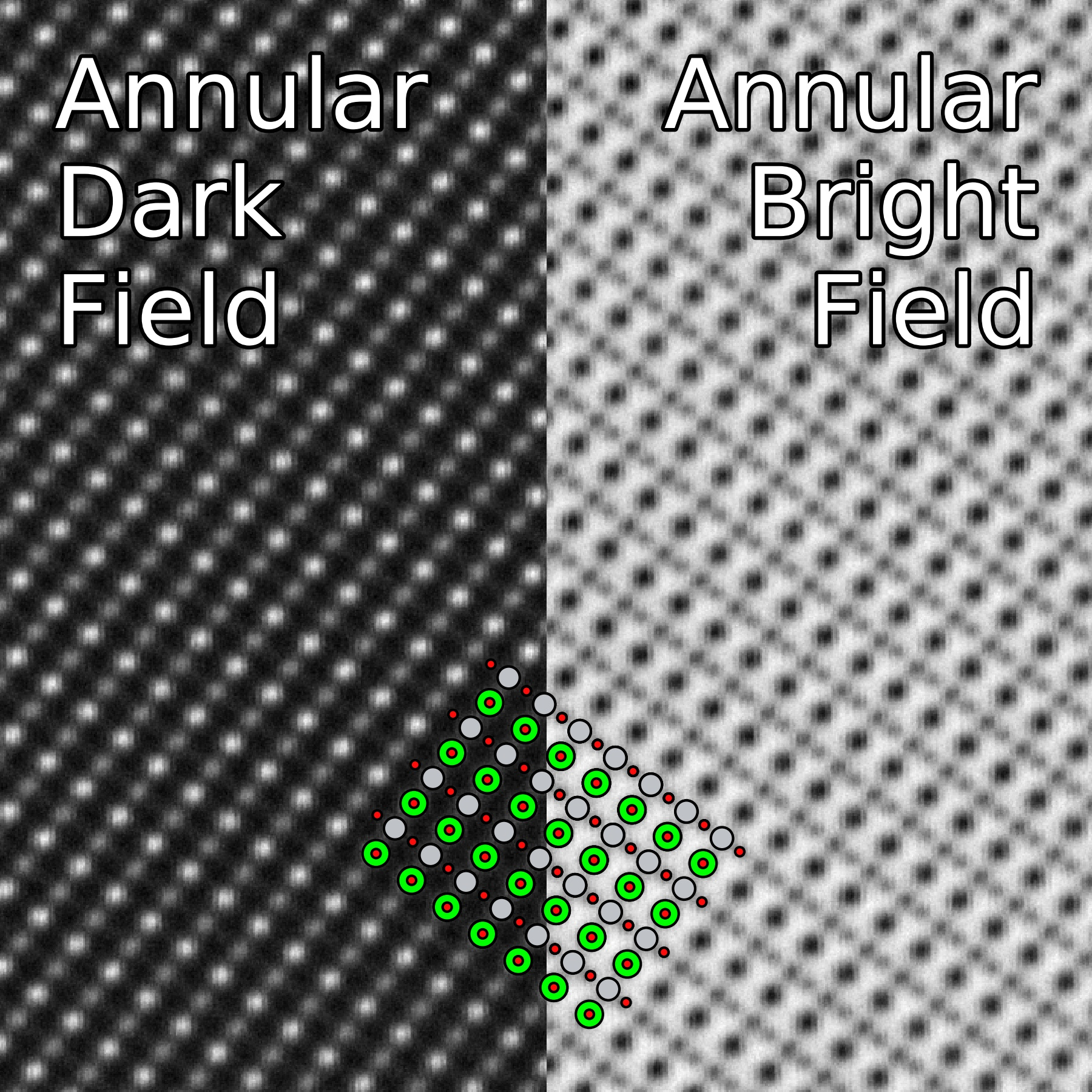
SrTiO_{3}的原子级分辨率的环形暗场像（左）和环形明场像（右）示意图。插图：SrTiO_{3}的晶格示意图，绿色：Sr，灰色：Ti，红色：O

### 微分相位衬度成像（DPC）

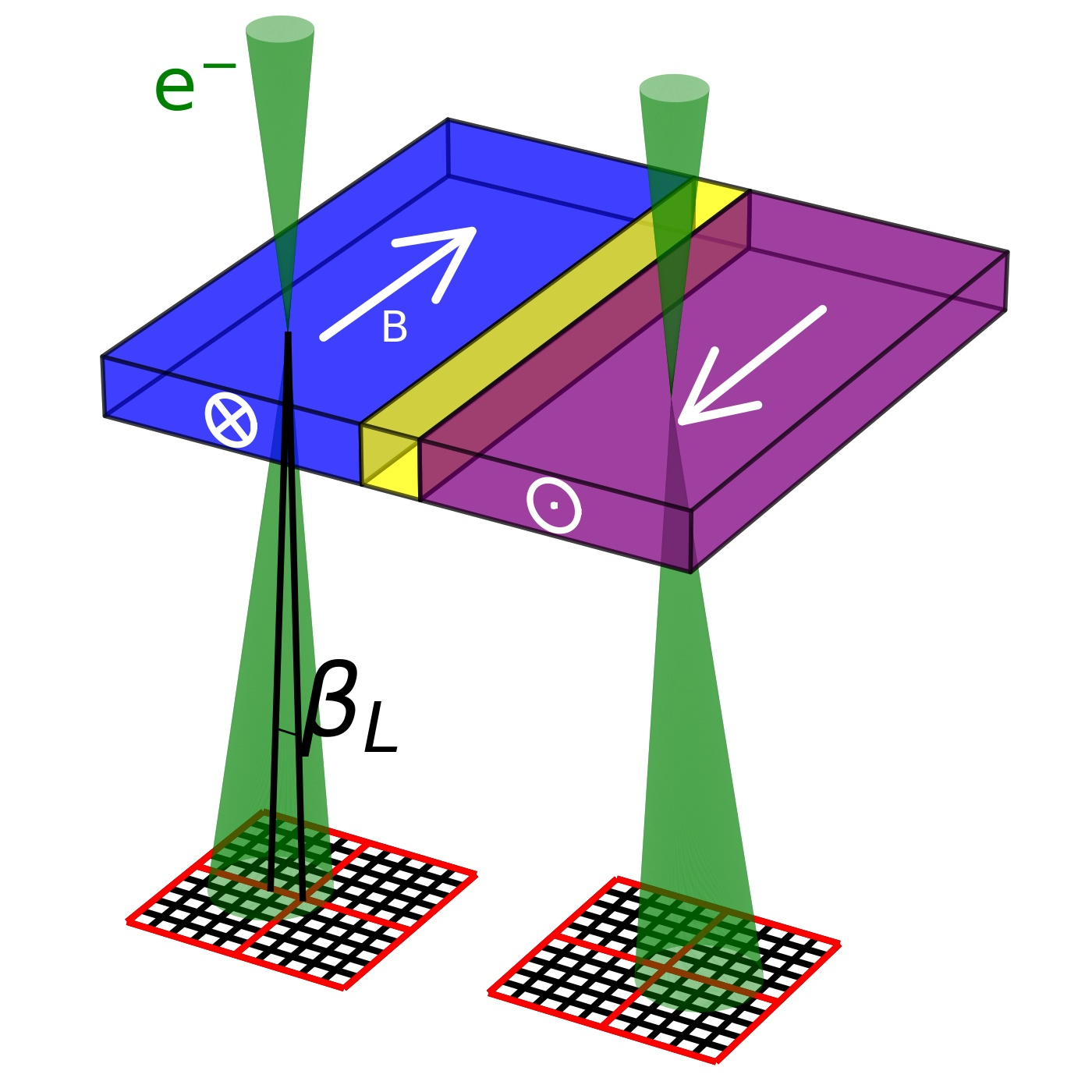
微分相位衬度成像示意图，其中电子束在材料中局部磁场作用下发生偏转。

微分相位衬度成像或差分相位衬度成像是利用电磁场对电子束进行偏转成像的模式。运动的电子受到洛伦兹力作用下会发生偏转，当带有一个负电荷-e的电子穿过电场{\displaystyle E}和磁场{\displaystyle B}时受到的力{\displaystyle F}为：
{\displaystyle \mathbf {F} =-e\mathbf {E} -e\mathbf {v} \times \mathbf {B} }，其中{\displaystyle -e\mathbf {E} }为电子受电场产生的电场力，{\displaystyle -e\mathbf {v} \times \mathbf {B} }为受磁场产生的洛伦兹力。
对于纯磁场，电子束的偏转量βL为:

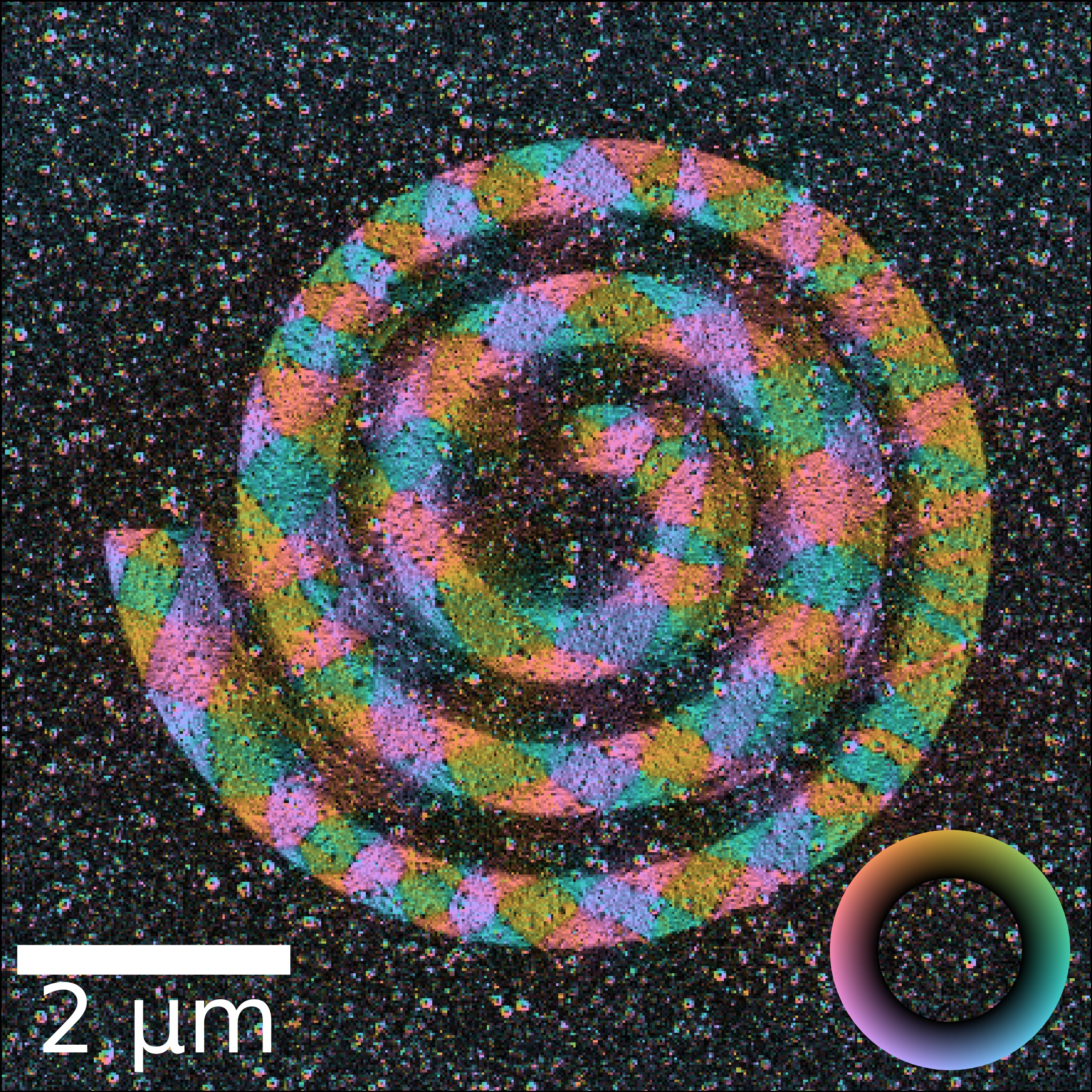
Fe_{60}Al_{40}的STEM-DPC图像，图中彩色螺旋区域代表铁磁性区域，其他区域为非磁性区域。

{\displaystyle \beta _{L}=-{\frac {e\lambda }{h}}\int \mathbf {B} \times d\mathbf {l} }
其中{\displaystyle \lambda }为电子波长，{\displaystyle h}为普朗克常数，{\displaystyle \textstyle \int \mathbf {B} \times d\mathbf {l} }为电子在磁场中沿偏转轨迹累计受到的磁感应强度。
若电子以垂直于厚度为{\displaystyle t}的样品入射，且样品中对应局部区域内部磁感应强度恒定为{\displaystyle B_{S}}，则{\displaystyle \textstyle \int \mathbf {B} \times d\mathbf {l} }可简化为一个常数{\displaystyle B_{S}t}，因此可以通过分段扫描或采用阵列检测器收集偏转电子束可以得到DPC像。基于该原理，可以对材料内部的电场和磁场分布进行成像。
虽然洛伦兹力使电子束偏转的经典电磁模型能直观地解释DPC成像原理，但利用阿哈罗诺夫-玻姆效应解释由电磁场产生的相位移这一量子力学模型是不可忽视的。
对于大多数铁磁材料来说，DPC模式下物磁透镜的电流大小需要减少到几乎为0。因为当铁磁性样品位于物镜磁场中时，样品内部磁场可高达几个T，如此大的磁场可破坏大多数铁磁材料的磁畴结构。然而，物镜电流的减小又会使得像差明显，电子束汇聚程度减弱，束斑变大，导致分辨率下降，因此需要一个像差校正器进行纠正，使得分辨率可达到1 nm量级。

### 四维STEM（4D STEM）
4D STEM是一种新的STEM技术，其检测器可以记录样品扫描过程中每一个像素点处所有的散射和非散射电子形成会聚束电子衍射图案，即形成一个4维的数据集（每个2D扫描点处产生一个2D的衍射图案），因此该技术常被称为四维STEM技术。用该技术生成的4维数据集经过分析处理可重建出与任何传统探测器几何结构相当的图像，并可以高空间分辨率反应样品中的各种场，包括应变场、电场等。同时该技术也可用于叠层成像。

## STEM中的光谱学技术

### 电子能量损失谱
当电子束透过样品时，一些电子与样品相互作用会发生非弹性散射导致电子损失一部分能量。在电子能量损失谱（EELS）中，通过一个电子能谱仪测量电子损失的能量大小，从而识别等离子体和元素电离损失峰（电离边）等特征信息。EELS的能量精度足以观察到电离边的精细结构，意味着EELS可用于测定元素分布。STEM中EELS可以实现原子级分辨率元素光谱分布表征。在此基础上利用能量单色器可以实现EELS约10 meV的精度，使得STEM可以测定振动光谱。

### 能量色散X射线谱
当电子束透过样品时，高速电子会击飞样品原子的电子使之发生电离，并释放出特征X射线。能量色散X射线谱（EDX或EDS）则是利用X射线能谱仪测定这些特征X射线，来实现样品的元素分析以及元素分布的测定。传统STEM中的EDS检测器仅能覆盖很小的立体角，X射线检测效率很低。但现已有大立体角的检测器发明出来， 同时现如今已经实现了原子级的EDS元素分布表征。

## 其他STEM技术
采用一些专用的样品杆以及对显微镜进行改造，可以得到多种STEM附加技术，下面将介绍一些改造示例：

### STEM断层成像
STEM断层成像是指通过倾斜样品获得一系列二维投影像，然后利用这些二维投影像进行三维重构就可以得到样品内外部结构信息的方法 。特别是对于高角环形暗场-STEM（HADDF-STEM）成像模式特别有用，因为HAADF-STEM像仅与样品质量投影厚度和原子序数大小有关，使得三维重构过程不用引入其他干扰，得到的三维图像高度可信。

### 冷冻STEM
冷冻电镜技术与STEM技术结合得到的冷冻STEM（Cryo-STEM）技术允许样品在液氮或液氦温度下保持在显微镜中，这对于在室温高真空条件下易挥发的样品进行成像非常有用。如玻璃化的生物样品、玻璃化材料固液界面以及含硫样品（室温电镜中硫容易升华）的观测都用到了冷冻STEM。

### 原位/环境STEM
为了研究粒子在气相环境中的反应过程，可在STEM的样品室配置一个压差系统使得样品置于气流中反应，并配有一个特制的控温支架来调节反应温度；亦或者改造成一个封闭的样品室并让气体在室内流动，这样就得到了原位STEM（in situ STEM）或环境STEM（ESTEM）。类似地，在STEM样品架上安装一个微流控封壳就得到了液相电子显微镜，可以用于研究纳米颗粒以及生物细胞在液体环境中的行为。

### 低电压STEM
低压电子显微镜（LVEM） 是一种加速电压被设计为0.5-30 kV之间，即加速电压相对一般电镜较低的电子显微镜。而且有些LVEM设备同时也可具备扫描电镜（SEM）、透射电镜（TEM）和扫描透射电镜（STEM）的功能。较低的加速电压可以增加图像衬度，这对生物标本来说特别重要，因为可以减少或免于试样的染色步骤（一般生物样品的电镜观测需要提前进行染色）。在LVEM的SEM、TEM和STEM模式下可以实现几纳米的分辨率，而且低加速电压使得电镜可以采用永磁体作为透镜，而且微柱可免于冷却。